# チャールズ・デーレンバック
チャールズ・デーレンバック（Conrad Charles "Chuck" Daellenbach, 1945年7月12日 - ）は、カナダおよびアメリカ合衆国のチューバ奏者。金管五重奏団カナディアン・ブラスの創設メンバーの一人。史上最も録音の多いチューバ奏者。

## 出生・学歴
1945年、ウィスコンシン州ラインライダー（Rhinelander）に生まれる。 デーレンバック家は4世代にわたる音楽家の家系であり、二人の姉と同様、合唱・吹奏楽・オーケストラを父に学んだ。高校時代からイーストマン音楽学校に学び、学士号・修士号に続き25歳の時に博士号を取得。その後、伝説的なチューバ奏者であるアーノルド・ジェイコブスに師事。

## 経歴
トロントに移住し、トロント大学音楽学部にて音楽を教授。1970年、トランペット奏者スチュアート・ラトン（en:Stuart Laughton）、トロンボーン奏者ジーン・ワッツ（en:Gene Watts）、ホルン奏者グレアム・ペイジ（Graeme Page）らとともに、金管五重奏団カナディアン・ブラスを設立。
2014年、「カナダにおいて最も世界的に知られた音楽団体のひとつであるカナディアン・ブラスの創設者として、クラシック音楽を有名にした」功績によりカナダ勲章を授与される。

## 私生活
既婚で二人の息子がおり、家族でトロントに在住している。